# 拉蒂耶地区奥里 (伊泽尔省)
拉蒂耶地区奥里（法語：Oris-en-Rattier）是法国伊泽尔省的一个市镇，属于格雷诺布尔区（Grenoble）瓦尔博奈县（Valbonnais）。该市镇总面积18.83平方公里，2009年时的人口为105人。

## 人口
拉蒂耶地区奥里人口变化图示